# مبنى بلدية ليلا (مترو باريس)
مبنى بلدية ليلا (بالفرنسية: Mairie des Lilas)‏ هي محطة مترو تابعة لمترو باريس تقع في فرنسا في ليه ليلا.